# Friedrich-Wilhelm Schildberg
Friedrich-Wilhelm Schildberg (* 6. März 1934 in Essen; † 4. September 2018 in München) war ein deutscher Chirurg und Hochschullehrer.

## Leben
Nach dem Abitur an der Goetheschule Essen studierte Schildberg ab 1954 in Freiburg, Grenoble, Innsbruck und Hamburg Medizin. Seit 1945 war er Mitglied der katholischen Studentenverbindung KDStV Hercynia Freiburg im Breisgau. Das Physikum und das Staatsexamen bestand er in Freiburg. Medizinalassistent war er in Essen, Freiburg und München-Schwabing. Mit einer Doktorarbeit bei dem Hygieniker Konrad Hummel wurde er 1962 in Freiburg zum Dr. med. promoviert. Nach fünf Monaten in der Schwabinger Pathologie war er zwei Jahre bei Albrecht Fleckenstein in der Freiburger Physiologie. Chirurg wurde er ab 1964 bei Georg Heberer in der Kölner Lindenburg. Seit 1970 Oberarzt, habilitierte er sich 1972. Im April 1973 ging er mit Heberer an die Ludwig-Maximilians-Universität München. Als Leitender Oberarzt wechselte er am 1. Oktober 1977 mit Heberer an das Klinikum Großhadern. Er erhielt die Anerkennungen für die Teilgebiete Gefäßchirurgie und Viszeralchirurgie. 
Die Medizinische Hochschule zu Lübeck berief ihn zum 1. Mai 1978 als ordentlicher Professor und Direktor der Klinik und Poliklinik für Chirurgie. Von 1981 bis 1984 war er Vizepräsident der Hochschule. Am 1. März 1989 übernahm er in Heberers Nachfolge den Münchner Lehrstuhl. Nach 12 Jahren als Direktor der Chirurgischen Klinik in Großhadern des Klinikums der Universität München wurde er am 1. Oktober 2002 emeritiert. 
Seine Hauptarbeitsgebiete waren die Herz- und Koronarchirurgie, die Gefäßchirurgie, tracheobronchiale Resektionen und die Oberbauchchirurgie. Er war Vorsitzender der Chirurgischen Arbeitsgemeinschaft für Intensiv- und Notfallmedizin (CAIN) sowie Generalsekretär und Präsident (2001–2003) der Deutschen Interdisziplinären Vereinigung für Intensiv- und Notfallmedizin (DIVI). Er hat 24 Fachbücher herausgegeben.

## Ehrungen
- Dr. med. h. c. der Universität zu Lübeck (1996)[4]
- Erich-Lexer-Preis der Deutschen Gesellschaft für Chirurgie (1999)
- Ehrenmitglied  
  - Societas Medicorum Slovacorum – Societas Chirurgica (1997)
  - Vereinigung der Bayerischen Chirurgen (2000)
  - Vereinigung Niederrheinisch-Westfälischer Chirurgen (2000)
  - Vereinigung Nordwestdeutscher Chirurgen (2001)[5]
  - Deutsche Interdisziplinäre Vereinigung für Intensiv- und Notfallmedizin (2002)
  - Deutsche Gesellschaft für Chirurgie (2004)
  - Österreichische Gesellschaft für Chirurgie (2007)